# Adam Gumpelzhaimer
Adam Gumpelzhaimer ou Adam Gumpeltzhaimer, né en 1559 à Trostberg et mort le 3 novembre 1625 à Augsbourg, est un chantre allemand.

## Biographie
Adam Gumpelzhaimer naît en 1559 à Trostberg.
Son père, homme d'une sévérité excessive, le chasse de la maison paternelle, ainsi que son frère, bien qu'ils sont encore des enfants, parce ils ont cassé les vitres de leurs voisins avec leur arbalète. Les deux frères se rendent chez leur aïeul, qui les recueille et se charge de leur éducation. Le jeune Adam est envoyé d’abord à Oettingen, et ensuite à Augsbourg, où il se livre à l’étude de la musique sous la direction de J. Entzemüller. Dès que son instruction dans cet art est suffisante, il se livre à l’enseignement particulier pendant plusieurs années; ensuite il passe comme musicien au service du duc de Wurtemberg, et enfin, en 1581, il est appelé aux fonctions de chantre à l’école d’Augsbourg.
Adam Gumpelzhaimer meurt le 3 novembre 1625 à Augsbourg.

## Publications
1. Compendium rnusicæ lalinœ germanicum, Augsbourg, 1595,in-4°. Cette édition d'un livre excellent, enrichi d’exemples curieux et bien écrits, n’est pas la première, quoiqu’elle ait été indiquée comme telle par Walther, Forkel et quelques autres, car l’exemplaire de cette date, qui se trouve dans la bibliothèque publique de Strasbourg, porte ces mots au frontispice : Nunc altéra hdc editione alicubimutatum et auctum. La quatrième édition est de 1605, la cinquième de 1611, et la douzième de 1675, in-4°. Toutes sont datées d'Augsbourg. Lipenius (Bibl., p. 977, col. 2) a fait une lourde méprise sur cet ouvrage : il en indique une édition de Nuremberg, 1540, in-8°; or, Gumpeltzhaimer n’était pas né alors. Il ne faut pas confondre cet abrégé de musique avec celui de Henri Faber, traduit en allemand par Christophe Rhid, et dont Gumpeltzhaimer a donné à Augsbourg, en 1618, une édition enrichie d'exemples et de préceptes sous le titre : Compendium musicæ Henr. Fabri in vernaculum sermonem conversum àM. Christ. Rhid, et prœceptis ac exemplis auctum, studio Adami Gumpeltzhaimer. On a copié cette édition dans une autre datée de Iéna, 1653, in-8°[3].
2. Erster Theil des Lustgartleins leutsch und lateinischer Lieder von 3 Stimmen (Première partie du Jardin agréable des cantiques allemands et latins à trois voix), première édition, Augsbourg, 1591 ; troisième, 1619[3].
3. La deuxième partie du même ouvrage a été publiée pour la première fois en 1611, à Augsbourg; la seconde édition a paru à Anvers, 1615 , et la troisième en 1619[3].
4. Erster Theil des Wiirtz-Gartleins 4 stirnmiger geistlicher Lieder, première édition, Augsbourg, 1594; deuxième, ibid., 1619[3].
5. La deuxième partie du même ouvrage, Augsbourg, 1619[3].
6. Psalmus 50, oclo vocum, Augsbourg, 1604, in-4°[3].
7. Pars II concentuum sacrorum octo vocum, Augsbourg, 1619[3].
8. 10 geislliche Lieder 4 Stimmen, jungensing-Knaben zugat, etc. (lO chansons spirituelles à 4 voix, etc.), Augsbourg, 1617[4].
9. 2 geistlicher Lieder mit 4 Stimmen, etc. (Deux chansons spirituelles à 4 voix , etc.), ibid[4].
10. 5 geistlicher Lieder mit 4 Stimmen von der Himmelfahrt Jesu Christi, etc. (5 cantiques spirituels à 4 voix pour l’Ascension de J.-C., etc.), Augsbourg[4].
11. Newe teutsche geisllicher Lieder mit 3 und 4 Stimmen, etc. (Nouvelles chansons spirituelles allemandes à 5 et 4 voix, etc.), Augsbourg, 1591, in-4° et Munich, 1592. Le Florilegium portense de Bodenschats et les Promptnari musici d’Abraham Scliad contiennent de fort beaux motets de Gumpeltahaimer[4].

## Critique de François-Joseph Fétis
« Ce musicien, peu connu aujourd’hui, méritait cependant que son nom fût immortel, car on peut le considérer comme l'un des créateurs de cette vigoureuse harmonie allemande dont Handel, J. S. Bach et Mozart ont fait depuis un si bel usage. Gumpeltzhaimer partage cette gloire avec Léon Hasler, Chrétien Erbach et un petit
nombre de ses contemporains; mais sa supériorité dans son genre est cependant assez marquée pour lui mériter une place à part. L’auteur de ce dictionnaire a mis en partition quelques-uns de ses motets et a vu avec étonnement et admiration que sa modulation , dont la tonalité moderne est la base, est toujours vive, inattendue, et cependant douce et naturelle; qualités dont nul avant lui n’avait donné d’exemple. Son style, moins riche de formes que celui de Roland de Lassus, dont il fut le contemporain, a cependant de l’élégance et de la pureté.L’illustre maître de chapelle de l’électeur de Bavière, sans rien inventer quant à l’harmonie, s’est immortalisé par l’heureuse application de ce que d'autres avaient trouvé ; le pauvre maître d’école d’Augsbourg , tout en ouvrant des routes nouvelles, est resté dans l’obscurité. ».